# Australia Open 1988 (Badminton)
Die Australian Open 1988 im Badminton fanden im September 1988 statt und waren gleichzeitig auch die nationalen Titelkämpfe Australiens.

## Finalresultate
| Disziplin    | Sieger                          | Finalist                         | Ergebnis          |
| ------------ | ------------------------------- | -------------------------------- | ----------------- |
| Herreneinzel | Michael Scandolera              | Gordon Lang                      | 4-15, 15-11, 15-9 |
| Dameneinzel  | Anna Lao                        | Rhonda Cator                     | 11-2, 11-3        |
| Herrendoppel | Paul Kong Gordon Lang           | Michael Scandolera Peter Roberts | 15-9, 15-10       |
| Damendoppel  | Tracey Small Lisa Bryant        | Jenny Gibson Karen French        | 15-5, 15-12       |
| Mixed        | Michael Scandolera Rhonda Cator | Gary Silvester Tracey Small      | 9-15, 18-13, 15-5 |